# Eduardo King Caldichoury
Juan Eduardo King Caldichoury (Río Bueno, Chile, 18 de diciembre de 1937) es un abogado y político chileno. Fue diputado por la 17.ª agrupación departamental de Tomé, Concepción, Talcahuano, Yumbel y Coronel, para el período de 1973 a 1977. Fue Director Regional del Consejo Nacional de la Cultura y las Artes entre 2010 y 2014.

## Biografía

### Estudios y vida laboral
Realizó sus estudios primarios en la Escuela Pública de Río Bueno, y los secundarios en el Colegio Claudio Gay y en la Alianza Francesa de Osorno. Luego de finalizar su etapa escolar, ingresó a la Universidad de Concepción, donde se tituló de abogado el 14 de enero de 1963.
Una vez egresado, ejerció su profesión en un estudio en Concepción. Además, se dedicó a la labor docente, desempeñándose como profesor de la Cátedra de Derecho Tributario y de Derecho Comercial, siendo esta última ejercida hasta 1973. Asimismo, cooperó en la organización del Curso de Derecho de la Universidad Católica de Concepción, donde impartió clases de Derecho Comercial.

### Vida política
En el ámbito político, inició sus actividades en 1960 al incorporarse al Partido Radical. En esos años de estudiante universitario, militó en la Juventud Radical, logrando la presidencia de la Federación de Estudiantes. Su permanencia en este partido fue solo de pocos meses. De este modo, desde 1960 a 1971 fue independiente y como tal apoyó y organizó la candidatura presidencial de Jorge Alessandri. En 1971 se integró al Partido Nacional, alcanzando la presidencia provincial y reorganizando el Partido.
En 1973 fue elegido Diputado por la 17.ª agrupación departamental de Tomé, Concepción, Talcahuano, Yumbel y Coronel, para el período de 1973 a 1977. Participó de la Comisión de Trabajo y Seguridad Social. Sin embargo, vio interrumpida su labor como parlamentario debido al golpe de Estado y la consecuente disolución del Congreso Nacional (D.L.27 de 21-09-1973). Fue un activo opositor a la dictadura militar instaurada posteriormente.
Fue parte del Partido Nacional hasta su fusión con Avanzada Nacional y Democracia Radical, que terminó en la formación de Democracia Nacional de Centro, colectividad de la que fue presidente desde el 9 de abril hasta el 31 de julio de 1991. Tras esto se sumó a Renovación Nacional. Fue candidato a diputado por el distrito 44 de Concepción en 1997, donde no resultó elegido.
En 2010 fue designado por el presidente Sebastián Piñera como Director del Consejo Nacional de la Cultura y las Artes en la región del Bío-Bío, cargo que ocupó hasta 2014.

## Historial electoral

### Elecciones parlamentarias de 1973
- Elecciones parlamentarias de 1973 para la 17ª Agrupación Departamental de Concepción[2]

### Elecciones parlamentarias de 1997
- Elecciones parlamentarias de 1997 a Diputados por el distrito 44 (Concepción, San Pedro de la Paz y Chiguayante)[3]